# Reichertshausen (Altomünster)
Reichertshausen ist ein Ortsteil des Marktes Altomünster im oberbayerischen Landkreis Dachau. Am 1. Januar 1976 kam der Weiler Reichertshausen als Ortsteil von Randelsried zu Altomünster.

## Geschichte
Die früheste sichere Nennung von Reichertshausen als „Richershusen“ stammt aus der Zeit um 1260.

## Baudenkmäler
- Lourdeskapelle, erbaut 1901